# Анна, герцогиня Калабрійська
Анна Маргарита Бріжит Марія Орлеанська, герцогиня Калабрійська (фр. Anne Marguerite Brigitte Marie d’Orléans, duchesse de Calabre; (4 грудня 1938 , Волюве-Сен-П'єр )) — іспанська принцеса, член Іспанського Королівського Дому, дружина Глави Королівського Дому обох Сицилій, донька орлеаністського претендента на французький трон принца Генріха Орлеанського, графа Паризького.

## Життєпис
Принцеса Анна була одружена з Його Королівською Високістю Інфантом Карлосом Іспанським, Принцом Обох Сицилій, герцогом Калабрійським, головою королівського дому Обох Сицилій (1938—2015). Перша їх зустріч відбулася в 1962 році в Афінах, на урочистостях з нагоди одруження Принца Іспанії Хуана Карлоса та Принцеси Софії Грецької та Ганноверської. Принцеса Анна була почесною дамою при принцесі Софії, а Карлос перебував на урочистостях як родич і товариш Принца Іспанії.
Одруження відбулося в 1965 році. 11 травня 1965 року відбулася державна реєстрація шлюбу в Лувесьєні (Іль-де-Франс, Франція), а 12 травня того ж року пройшов церковний обряд одруження в місті Дре (департамент Ер і Луар, Франція).

## Діти
- Її Королівська Високість Христина, принцеса обох Сицилій (нар. 16 березня 1966 р.), чоловік — Педро Лопес-Кесада і Фернандес Уррутія (нар. 1964):
  - Вікторія Лопес-Кесада і Бурбон-Сицилійський (нар. 1997)
  - Педро Лопес-Кесада та Бурбон-Сицилійський (нар. 2003)
- Її Королівська Високість Марія, принцеса обох Сицилій[es] (нар. 5 квітня 1967 р.), одружена з Симеоном Австрійським (нар. 1958 р.), сином Рудольфа фон Габсбурга :
  - ерцгерцог Людвіг Австрійський (нар. 1999)
  - ерцгерцогиня Ізабель Австрійська (нар. 2001 р.)
  - ерцгерцогиня Карлота Австрійська (нар. 2003 р.)
  - ерцгерцогиня Леонор Австрійська (нар. 2005 р.)
  - ерцгерцог Філіп Австрійська (нар.2006 р.)
- Його Королівська Високість Педро, герцог де Ното (нар. 16 жовтня 1968 р.), потім герцог Калабрії, дружина Софія Ландалус і Мельгареджо (нар. 1973 року):
  - Хайме де Бурбон-Сицилійський і Ландалус (нар. 1993 року), герцог Капуї, потім герцог Ното
  - Хуан де Бурбон-Сицилійський і Ландалус (нар. 2003)
  - Пабло де Бурбон-Сицилійський та Ландалус (нар. 2004 р.)
  - Педро де Бурбон-Сицилійський та Ладалус (нар. 2006 р.)
  - Софія де Бурбон-Сицилійський та Ландалус (нар. 2008 р.)
  - Бланка де Бурбон-Сицилійський та Ландалус (нар. 2011 р.)
  - Марія де Бурбон-Сицилійський та Ландалус (нар. 2015 р.)
- Її Королівська Високість Агнесса, принцеса Обох Сицилій (нар. 20 квітня 1971 р.), чоловік — Мішель Карреллі Паломбі, маркіз ді Райано (нар. 1965):
  - Тереза Карреллі Паломбі (нар. 2003 р.)
  - Бланка Карреллі Паломбі (нар. 2005)
- Її Королівська Високість Вікторія, принцеса Обох Сицилій (нар. 24 травня 1976 р.), чоловік — Маркош Номікос (нар. 1965):
  - Анастасіос Номікос (нар. 2005)
  - Ана Номікос (нар. 2006 р.)
  - Каролос Номікос (нар. 2008 р.)
  - Симеон Номікос (нар. 2012 р.)

## Нагороди
- Дама Великого Хреста Справедливості Костянтинівського ордена Святого Георгія[2]